# Bacalhau espiritual
El Bacalhau espiritual (denominado bacalao espiritual) es un plato típico de cocina portuguesa elaborado en Semana Santa (esta es la razón de su nombre). El principal ingrediente es el bacalao en salazón, se prepara bien picado con nata (es de aspecto similar a quiche) y se introduce al horno.